# Сезар (кинопремия, 1984)
9-я церемония вручения наград премии «Сезар» (также известной как Ночь Сезара (фр. Nuit des César)) за заслуги в области французского кинематографа за 1983 год состоялась 3 марта 1984 года в Théâtre de l'Empire (Париж, Франция). Президентом церемонии выступил американский актёр Джин Келли.

## Список лауреатов и номинантов
Количество наград/номинаций:
- 5/12: «Чао, паяц»
- 4/9: «Убийственное лето»
- 0/5: «Смертельная поездка»
- 3/4: «Бал»
- 0/4: «Любовь с первого взгляда» / «Официант»
- 2/3: «За наших любимых»
- 1/3: «Луна в сточной канаве» / «Раненый человек»
- 0/2: «Скорей бы воскресенье!» / «Папаши» / «Слова, чтобы сказать» / «Жизнь — это роман» / «Да здравствует социальная помощь!» / «От имени всех своих» / «Судьба Жюльетт»
- 1/1: «Аллея чёрных лачуг» / «Улисс» / «Star Suburb : la banlieue des étoiles» / «Le Voyage d'Orphée» / «Фанни и Александр» / «В белом городе»

### Основные категории
• Лауреаты выделены отдельным цветом. 
| Категории                                                                            | Лауреаты и номинанты | Лауреаты и номинанты                                                               | Лауреаты и номинанты                                                        |
| ------------------------------------------------------------------------------------ | --- | ---------------------------------------------------------------------------------- | --------------------------------------------------------------------------- |
| Лучший фильм                                                                         | • За наших любимых / À nos amours (режиссёр: Морис Пиала)                                                                                          | • За наших любимых / À nos amours (режиссёр: Морис Пиала)                          | • За наших любимых / À nos amours (режиссёр: Морис Пиала)                   |
| Лучший фильм                                                                         | • Бал / Le Bal (режиссёр: Этторе Скола) |                                                                                    |                                                                             |
| Лучший фильм                                                                         | • Любовь с первого взгляда / Coup de foudre (режиссёр: Диана Кюрис)                                                                                |                                                                                    |                                                                             |
| Лучший фильм                                                                         | • Убийственное лето / L’Été meurtrier (режиссёр: Жан Бекер)                                                                                        |                                                                                    |                                                                             |
| Лучший фильм                                                                         | • Чао, паяц / Tchao Pantin (режиссёр: Клод Берри)                                                                                                  |                                                                                    |                                                                             |
| Лучший режиссёр                                                                      | | • Этторе Скола за фильм «Бал»                                                      | • Этторе Скола за фильм «Бал»                                               |
| Лучший режиссёр                                                                      | • Морис Пиала — «За наших любимых» |                                                                                    |                                                                             |
| Лучший режиссёр                                                                      | • Жан Бекер — «Убийственное лето» |                                                                                    |                                                                             |
| Лучший режиссёр                                                                      | • Клод Берри — «Чао, паяц» |                                                                                    |                                                                             |
| Лучший режиссёр                                                                      | • Франсуа Трюффо — «Скорей бы воскресенье!» |                                                                                    |                                                                             |
| Лучший актёр                                                                         | [[Файл:\|330px]] | • Колюш — «Чао, паяц» (за роль Ламбера)                                            | • Колюш — «Чао, паяц» (за роль Ламбера)                                     |
| Лучший актёр                                                                         | [[Файл:\|330px]] | • Жерар Депардьё — «Папаши» (за роль Жана Люка)                                    |                                                                             |
| Лучший актёр                                                                         | [[Файл:\|330px]] | • Ив Монтан — «Официант» (фр.) (за роль Алекса)                                    |                                                                             |
| Лучший актёр                                                                         | [[Файл:\|330px]] | • Мишель Серро — «Смертельная поездка» (фр.) (за роль Бовуара, по прозвищу «Глаз») |                                                                             |
| Лучший актёр                                                                         | [[Файл:\|330px]] | • Ален Сушон — «Убийственное лето» (за роль Фьоримондо «Флоримона» Монтеччиари)    |                                                                             |
| Лучшая актриса                                                                       | | • Изабель Аджани — «Убийственное лето» (за роль Элиан Вик (Эль))                   | • Изабель Аджани — «Убийственное лето» (за роль Элиан Вик (Эль))            |
| Лучшая актриса                                                                       | • Фанни Ардан — «Скорей бы воскресенье!» (за роль Барбары Бекер)                                                                                   |                                                                                    |                                                                             |
| Лучшая актриса                                                                       | • Натали Бай — «Я вышла замуж за тень» (фр.) (за роль Элен Жорж / Патрисии Мейран)                                                                 |                                                                                    |                                                                             |
| Лучшая актриса                                                                       | • Николь Гарсиа — «Слова, чтобы сказать» (фр.) (за роль Мари)                                                                                      |                                                                                    |                                                                             |
| Лучшая актриса                                                                       | • Миу-Миу — «Любовь с первого взгляда» (за роль Мадлен)                                                                                            |                                                                                    |                                                                             |
| Лучший актёр второго плана                                                           | | • Ришар Анконина — «Чао, паяц» (за роль Бенсуссана)                                | • Ришар Анконина — «Чао, паяц» (за роль Бенсуссана)                         |
| Лучший актёр второго плана                                                           | • Франсуа Клюзе — «Убийственное лето» (за роль Микки)                                                                                              |                                                                                    |                                                                             |
| Лучший актёр второго плана                                                           | • Бернар Фрессон — «Официант» (за роль Франсиса)                                                                                                   |                                                                                    |                                                                             |
| Лучший актёр второго плана                                                           | • Ги Маршан — «Любовь с первого взгляда» (за роль Мишеля Корски)                                                                                   |                                                                                    |                                                                             |
| Лучший актёр второго плана                                                           | • Жак Вильре — «Официант» (за роль Жильбера) |                                                                                    |                                                                             |
| Лучшая актриса второго плана                                                         | | • Сюзанн Флон — «Убийственное лето» (за роль Коньяты)                              | • Сюзанн Флон — «Убийственное лето» (за роль Коньяты)                       |
| Лучшая актриса второго плана                                                         | • Виктория Абриль — «Луна в сточной канаве» (за роль Беллы)                                                                                        |                                                                                    |                                                                             |
| Лучшая актриса второго плана                                                         | • Стефан Одран — «Смертельная поездка» (за роль Жермен (дамы в сером))                                                                             |                                                                                    |                                                                             |
| Лучшая актриса второго плана                                                         | • Сабина Азема — «Жизнь — это роман» (за роль Элизабет Руссо)                                                                                      |                                                                                    |                                                                             |
| Лучшая актриса второго плана                                                         | • Аньес Сораль — «Чао, паяц» (за роль Лолы) |                                                                                    |                                                                             |
| Самый многообещающий актёр                                                           | | • Ришар Анконина — «Чао, паяц» (за роль Бенсуссана)                                | • Ришар Анконина — «Чао, паяц» (за роль Бенсуссана)                         |
| Самый многообещающий актёр                                                           | • Жан-Юг Англад — «Раненый человек» (за роль Анри)                                                                                                 |                                                                                    |                                                                             |
| Самый многообещающий актёр                                                           | • Франсуа Клюзе — «Да здравствует социальная помощь!» (фр.)                                                                                        |                                                                                    |                                                                             |
| Самый многообещающий актёр                                                           | • Жак Пено (фр.) — «От имени всех своих» (за роль Мартина Грея в юности)                                                                           |                                                                                    |                                                                             |
| Самая многообещающая актриса                                                         | | • Сандрин Боннер — «За наших любимых» (за роль Сюзанн)                             | • Сандрин Боннер — «За наших любимых» (за роль Сюзанн)                      |
| Самая многообещающая актриса                                                         | • Элизабет Буржин (фр.) — «Да здравствует социальная помощь!»                                                                                      |                                                                                    |                                                                             |
| Самая многообещающая актриса                                                         | • Лор Дютийёль (фр.) — «Судьба Жюльетт» (фр.) (за роль Жюльетт)                                                                                    |                                                                                    |                                                                             |
| Самая многообещающая актриса                                                         | • Аньес Сораль — «Чао, паяц» (за роль Лолы) |                                                                                    |                                                                             |
| Лучший оригинальный сценарий и диалоги (фр. Meilleur Scénario original et Dialogues) | | • Патрис Шеро, Эрве Гибер — «Раненый человек»                                      |                                                                             |
| Лучший оригинальный сценарий и диалоги (фр. Meilleur Scénario original et Dialogues) | • Франсис Вебер — «Папаши» |                                                                                    |                                                                             |
| Лучший оригинальный сценарий и диалоги (фр. Meilleur Scénario original et Dialogues) | • Диана Кюрис, Ален Ле Анри — «Любовь с первого взгляда»                                                                                           |                                                                                    |                                                                             |
| Лучший адаптированный сценарий (фр. Meilleure Adaptation)                            | | • Себастьян Жапризо — «Убийственное лето»                                          | • Себастьян Жапризо — «Убийственное лето»                                   |
| Лучший адаптированный сценарий (фр. Meilleure Adaptation)                            | • Робер Энрико — «От имени всех своих» |                                                                                    |                                                                             |
| Лучший адаптированный сценарий (фр. Meilleure Adaptation)                            | • Клод Берри и Ален Паж (фр.) — «Чао, паяц» |                                                                                    |                                                                             |
| Лучшая музыка к фильму                                                               | | • Владими́р Косма́ за музыку к фильму «Бал»                                          | • Владими́р Косма́ за музыку к фильму «Бал»                                   |
| Лучшая музыка к фильму                                                               | • Серж Генсбур — «Экватор» (фр.) |                                                                                    |                                                                             |
| Лучшая музыка к фильму                                                               | • Жорж Делерю — «Убийственное лето» |                                                                                    |                                                                             |
| Лучшая музыка к фильму                                                               | • Шарлели Кутюр (фр.) — «Чао, паяц» |                                                                                    |                                                                             |
| Лучший монтаж                                                                        | • Жак Витта (фр.) — «Убийственное лето» | • Жак Витта (фр.) — «Убийственное лето»                                            | • Жак Витта (фр.) — «Убийственное лето»                                     |
| Лучший монтаж                                                                        | • Франсуаза Пренан — «Происшествия» (док.) (фр.)                                                                                                   |                                                                                    |                                                                             |
| Лучший монтаж                                                                        | • Франсуаза Бонно (фр.) — «Ханна К.» (фр.) |                                                                                    |                                                                             |
| Лучший монтаж                                                                        | • Денис де Казабьянка (фр.) — «Раненый человек» |                                                                                    |                                                                             |
| Лучший монтаж                                                                        | • Клер Пинейро — «Слова, чтобы сказать» |                                                                                    |                                                                             |
| Лучшая работа оператора                                                              | | • Брюно Нюиттен — «Чао, паяц»                                                      | • Брюно Нюиттен — «Чао, паяц»                                               |
| Лучшая работа оператора                                                              | • Рикардо Аронович — «Бал» |                                                                                    |                                                                             |
| Лучшая работа оператора                                                              | • Филипп Руссело — «Луна в сточной канаве» |                                                                                    |                                                                             |
| Лучшая работа оператора                                                              | • Пьер Ломм — «Смертельная поездка» |                                                                                    |                                                                             |
| Лучшие декорации                                                                     | • Хилтон МакКоннико (фр.) — «Луна в сточной канаве»                                                                                                | • Хилтон МакКоннико (фр.) — «Луна в сточной канаве»                                | • Хилтон МакКоннико (фр.) — «Луна в сточной канаве»                         |
| Лучшие декорации                                                                     | • Жан-Пьер Кою-Свелко (фр.) — «Смертельная поездка»                                                                                                |                                                                                    |                                                                             |
| Лучшие декорации                                                                     | • Александр Траунер — «Чао, паяц» |                                                                                    |                                                                             |
| Лучшие декорации                                                                     | • Жак Солнье (фр.) — «Жизнь — это роман» |                                                                                    |                                                                             |
| Лучший звук                                                                          | • Жан Лабюсьер (фр.), Жерар Лампс (фр.) — «Чао, паяц»                                                                                              | • Жан Лабюсьер (фр.), Жерар Лампс (фр.) — «Чао, паяц»                              | • Жан Лабюсьер (фр.), Жерар Лампс (фр.) — «Чао, паяц»                       |
| Лучший звук                                                                          | • Жан-Луи Угетто (фр.) — «Деньги» |                                                                                    |                                                                             |
| Лучший звук                                                                          | • Пьер Ленуар (фр.), Жак Момон (фр.) — «Официант»                                                                                                  |                                                                                    |                                                                             |
| Лучший звук                                                                          | • Морис Гилберт, Поль Лайне, Надин Мюз — «Смертельная поездка»                                                                                     |                                                                                    |                                                                             |
| Лучшая дебютная работа                                                               | • «Аллея чёрных лачуг» (фр.) — режиссёр: Эзан Пальси (фр.)                                                                                         | • «Аллея чёрных лачуг» (фр.) — режиссёр: Эзан Пальси (фр.)                         | • «Аллея чёрных лачуг» (фр.) — режиссёр: Эзан Пальси (фр.)                  |
| Лучшая дебютная работа                                                               | • «Последняя битва» — режиссёр: Люк Бессон |                                                                                    |                                                                             |
| Лучшая дебютная работа                                                               | • «Судьба Жюльетт» — режиссёр: Алин Иссерманн (фр.)                                                                                                |                                                                                    |                                                                             |
| Лучшая дебютная работа                                                               | • «След» (фр.) — режиссёр: Бернар Фавр (фр.) |                                                                                    |                                                                             |
| Лучший короткометражный документальный фильм                                         | • Улисс / Ulysse (режиссёр: Аньес Варда) | • Улисс / Ulysse (режиссёр: Аньес Варда)                                           | • Улисс / Ulysse (режиссёр: Аньес Варда)                                    |
| Лучший короткометражный документальный фильм                                         | • Я знаю, что ошибаюсь, но спросите моих друзей / Je sais que j'ai tort mais demandez à mes copains ils disent la même chose (режиссёр: Пьер Леви) |                                                                                    |                                                                             |
| Лучший короткометражный документальный фильм                                         | • La Vie au bout des doigts (режиссёр: Жан-Поль Жанссен)                                                                                           |                                                                                    |                                                                             |
| Лучший короткометражный игровой фильм                                                | • Star suburb: La banlieue des étoiles (режиссёр: Стефан Друо)                                                                                     | • Star suburb: La banlieue des étoiles (режиссёр: Стефан Друо)                     | • Star suburb: La banlieue des étoiles (режиссёр: Стефан Друо)              |
| Лучший короткометражный игровой фильм                                                | • Coup de feu (режиссёр: Магали Клеман) |                                                                                    |                                                                             |
| Лучший короткометражный игровой фильм                                                | • Panique au montage (режиссёр: Оливье Эсмен) |                                                                                    |                                                                             |
| Лучший короткометражный игровой фильм                                                | • Торо Морено / Toro Moreno (режиссёр: Жерар Кравчик)                                                                                              |                                                                                    |                                                                             |
| Лучший короткометражный анимационный фильм                                           | • Le voyage d'Orphée (режиссёр: Жан-Мануэль Коста)                                                                                                 | • Le voyage d'Orphée (режиссёр: Жан-Мануэль Коста)                                 | • Le voyage d'Orphée (режиссёр: Жан-Мануэль Коста)                          |
| Лучший короткометражный анимационный фильм                                           | • После полуночи / Au-delà de minuit (режиссёр: Пьер Барлетта)                                                                                     |                                                                                    |                                                                             |
| Лучший короткометражный анимационный фильм                                           | • Le sang (режиссёр: Жак Руксель) |                                                                                    |                                                                             |
| Лучший иностранный фильм                                                             | • Фанни и Александр / Fanny och Alexander (Швеция, режиссёр Ингмар Бергман)                                                                        | • Фанни и Александр / Fanny och Alexander (Швеция, режиссёр Ингмар Бергман)        | • Фанни и Александр / Fanny och Alexander (Швеция, режиссёр Ингмар Бергман) |
| Лучший иностранный фильм                                                             | • Кармен / Carmen (Испания, реж. Карлос Саура) |                                                                                    |                                                                             |
| Лучший иностранный фильм                                                             | • Наверное, боги сошли с ума / The Gods Must Be Crazy (ЮАР, Ботсвана, реж. Джэми Уйс)                                                              |                                                                                    |                                                                             |
| Лучший иностранный фильм                                                             | • Тутси / Tootsie (США, реж. Сидни Поллак) |                                                                                    |                                                                             |
| Лучший фильм Франкофонии (фр. Meilleur Film Francophone)                             | • В белом городе / Dans la ville blanche (Швейцария, режиссёр Ален Таннер)                                                                         | • В белом городе / Dans la ville blanche (Швейцария, режиссёр Ален Таннер)         | • В белом городе / Dans la ville blanche (Швейцария, режиссёр Ален Таннер)  |
| Лучший фильм Франкофонии (фр. Meilleur Film Francophone)                             | • L'allégement (Швейцария, реж. Марсель Шюпбах) |                                                                                    |                                                                             |
| Лучший фильм Франкофонии (фр. Meilleur Film Francophone)                             | • Бенвенута / Benvenuta (Бельгия, реж. Андре Дельво)                                                                                               |                                                                                    |                                                                             |
| Лучший фильм Франкофонии (фр. Meilleur Film Francophone)                             | • Счастье по случаю / Bonheur d'occasion (Канада, реж. Клод Фурнье)                                                                                |                                                                                    |                                                                             |
| Лучший фильм Франкофонии (фр. Meilleur Film Francophone)                             | • Постель / Le Lit (Бельгия, реж. Марион Хенсель)                                                                                                  |                                                                                    |                                                                             |
| Лучший фильм Франкофонии (фр. Meilleur Film Francophone)                             | • Rien qu'un jeu (Канада, реж. Брижит Сорьёль) |                                                                                    |                                                                             |

### Специальные награды
| Награда          | Лауреаты         | Лауреаты                |
| ---------------- | ---------------- | ----------------------- |
| Почётный «Сезар» |                  | • Жорж де Борежар (фр.) |
| Почётный «Сезар» | • Рене Клеман    |                         |
| Почётный «Сезар» | [[Файл:\|110px]] | • Эдвиж Фёйер           |